# Ричард Тейлър (физик)
Вижте пояснителната страница за други личности с името Ричард Тейлър.
Ричард Тейлър (на английски: Richard Taylor) е канадски физик, носител на Нобелова награда за физика за 1990 г.

## Биография
Роден е на 2 ноември 1929 г. в Медсин Хет, Албърта, Канада. Завършва Университета на Албърта, откъдето получава бакалавърска (1950) и магистърска (1952) степени. Докторска дисертация защитава през 1962 в Станфордския университет.
През 1990, споделя Нобеловата награда за физика с Джеръм Фридман и Хенри Кендъл за техните „пионерски изследвания на нееластичната дифузия на свързани протони и неутрони, със съществено значение за физиката на кварките“